# Catherine Sulem
Pour les articles homonymes, voir Sulem.
Catherine Sulem, née le 19 juin 1955 à Birmandreis, est une mathématicienne et violoniste canadienne d'origine française, qui travaille à l'Université de Toronto.

## Carrière scientifique
Catherine Sulem est née en 1955 à Birmandreis, en Algérie alors française, et a grandi à Nice. Elle obtient un doctorat d'État à l'université Paris-Nord en 1983 sous la direction de Claude Bardos avec une thèse intitulée Quelques résultats de régularité pour des équations de mécanique des fluides, puis elle obtient un poste du CNRS à l'École normale supérieure de Paris avant de partir à l'Université de Toronto en 1990. Elle travaille sur les équations aux dérivées partielles non-linéaires provenant de contextes physiques, tels que la mécanique des fluides, l'optique non linéaire et la physique du plasma.

## Travaux
Les travaux de Catherine Sulem utilisent des méthodes aussi bien analytiques que numériques, telles que l'analyse fonctionnelle, les expansions asymptotiques ou des simulations numériques, et ont contribué à notre compréhension des singularités dans les modèles de propagation des ondes.
Dans les années 1990, Catherine Sulem est  à l'origine de la formulation des équations de water-waves appelée aujourd'hui la formulation de Zakharov-Craig-Sulem,.
En 2016 elle publie avec son frère Pierre-Louis Sulem une monographie intitulée Nonlinear Schrödinger Equation: Self-Focusing Instability and Wave Collapse chez Springer, dans la collection « Applied Mathematical Sciences ».
Catherine Sulem et ses collaborateurs ont démontré la conjecture de résolution en soliton pour l'équation de Schrödinger non linéaire dérivée,. Cette conjecture concerne une grande variété d'équations nonlinéaires dispersives et revient à démontrer que toute solution consiste en une somme de structures non-dispersives, également appelées ondes solitaires ou solitons, et d'une radiation. Lorsque Catherine Sulem et ses collaborateurs écrivirent les articles cités précédemment, cette conjecture n'était démontrée que pour un très petit nombre d'équations.
« Catherine Sulem figure parmi les mathématiciens appliqués les plus reconnus et productifs du Canada. Ses recherches sur les ondes non-linéaires ont contribué profondément aux dynamiques des océans, à la stabilité des systèmes optiques, aux magnéto-dynamiques et aux plasmas. Ses prédictions des singularités dans les fibre-optiques sont reconnues comme un résultat majeur ».

## Prix et récompenses
Catherine Sulem est lauréate du quatrième prix Krieger-Nelson, pour « ses avancées importantes dans la compréhension de plusieurs phénomènes non-linéaires associés à l'équation de Schrödinger non-linéaire et le problème des vagues d'eau. ».
Elle est également membre de l'American Mathematical Society et de la Société royale du Canada.
En 2019 elle est lauréate de la Conférence Sofia Kovalevskaïa décernée par la Society for Industrial and Applied Mathematics (SIAM) conjointement avec l'Association for Women in Mathematics (AWM).
En 2020 elle est lauréate du prix CRM-Fields-PIMS. En 2024 elle est lauréate du prix Jeffery-Williams.

## Violoniste
Catherine Sulem étudie le violon au Conservatoire de Nice puis intègre le Conservatoire de Paris, où elle obtient un premier prix de violon et de musique de chambre dans les classes de Roland Charmy et Jean Hubeau. Elle donne de nombreux récitals en France, en Allemagne, en Israël et au Canada et joue avec les orchestres de Radio France et l'Israel Sinfonietta, dont elle est le premier violon durant cinq ans. À Toronto, elle joue dans divers groupes de musique de chambre et des orchestres locaux. Elle est membre d'un quatuor à cordes, avec la violoniste Gretchen Paxson-Abberger, la violiste Elizabeth Morris et la violoncelliste Michelle Kyle, qui joue lors de « Birthday Series » chaque année et pour des maisons de retraite,.

## Sélection de publications
Ouvrages
- Étude théorique et numérique de quelques problèmes mathématiques en hydrodynamique régularité et apparition de singularités
- (en) Catherine Sulem et Pierre-Louis Sulem, The nonlinear Schrödinger equation : Self-focusing and wave collapse, vol. 139, Springer-Verlag, New York, 1999, 350 p. (ISBN 0-387-98611-1, MR 1696311, lire en ligne).

Articles de recherche
- (en) Catherine Sulem, Pierre-Louis Sulem et Hélène Frisch, « Tracing complex singularities with spectral methods », Journal of Computational Physics, vol. 50, no 1,‎ 1983, p. 138–161 (DOI 10.1016/0021-9991(83)90045-1, MR 702063).
- (en) P.-L. Sulem, C. Sulem et C. Bardos, « On the continuous limit for a system of classical spins », Communications in Mathematical Physics, vol. 107, no 3,‎ 1986, p. 431–454 (DOI 10.1007/bf01220998, MR 866199, lire en ligne).
- (en) W. Craig et C. Sulem, « Numerical simulation of gravity waves », Journal of Computational Physics, vol. 108, no 1,‎ 1993, p. 73–83 (DOI 10.1006/jcph.1993.1164, MR 1239970).
- (en) Vladimir S. Buslaev et Catherine Sulem, « On asymptotic stability of solitary waves for nonlinear Schrödinger equations », Annales de l'Institut Henri Poincaré, vol. 20, no 3,‎ 2003, p. 419–475 (DOI 10.1016/S0294-1449(02)00018-5, MR 1972870).
- (en) W. Craig, P. Guyenne, J. Hammack, D. Henderson et C. Sulem, « Solitary water wave interactions », Physics of Fluids, vol. 18, no 5,‎ 2006, p. 057106, 25 (DOI 10.1063/1.2205916, MR 2259317).
- Topics in kinetic theory, 2005
- Integrable systems and applications: proceedings of a workshop held at Oléron, France, du 20 au 24 juin 1988